# مرسانژ
مرسانژ (به فرانسوی: Meursanges) یک کمون در فرانسه با جمعیت ۴۶۹ نفر است که در Canton of Beaune-Sud واقع شده‌است.